# Aleksandr Lomovitski
Aleksandr Jevgenjevitsj Lomovitski (Moskou, 27 januari 1998) is een Russisch voetballer die doorgaans speelt als middenvelder. In januari 2022 verruilde hij Spartak Moskou voor Roebin Kazan.

## Clubcarrière
Lomovitski speelde in de jeugd van Torpedo Moskou en kwam later in de opleiding van Spartak Moskou terecht. Hier maakte hij op 28 juli 2018 zijn debuut in het eerste elftal. Van Gazovik Orenburg werd met 1–0 gewonnen door een doelpunt van Samuel Gigot. Lomovitski mocht van coach Massimo Carrera in de basis beginnen en hij werd achttien minuten voor het einde van de wedstrijd gewisseld ten faveure van Aleksandr Tasjajev. In december 2018 tekende Lomovitski een nieuwe verbintenis bij Spartak, tot medio 2023. In de zomer van 2021 nam Arsenal Toela de vleugelspeler voor een jaar over op huurbasis. Het jaar erop huurde FK Chimki hem. Na een kleine twee maanden keerde hij terug van die club, waarop Arsenal Toela hem huurde voor de rest van het seizoen 2020/21. In januari 2022 verkaste Lomovitski voor een bedrag van circa anderhalf miljoen euro naar Roebin Kazan, waar hij zijn handtekening zette onder een verbintenis voor de duur van vierenhalf jaar. Medio 2022 werd hij voor de tweede keer in zijn loopbaan gehuurd door FK Chimki. In januari 2025 huurde Fakel Voronezj hem.

## Clubstatistieken
| Seizoen | Club             | Competitie   | Competitie | Competitie | Beker | Beker | Internationaal | Internationaal | Totaal | Totaal |
| Seizoen | Club             | Competitie   | Wed.       | Dlp.       | Wed.  | Dlp.  | Wed.           | Dlp.           | Wed.   | Dlp.   |
| ------- | ---------------- | ------------ | ---------- | ---------- | ----- | ----- | -------------- | -------------- | ------ | ------ |
| 2018/19 | Spartak Moskou   | Premjer-Liga | 17         | 0          | 2     | 0     | 5              | 0              | 24     | 0      |
| 2019/20 | Spartak Moskou   | Premjer-Liga | 1          | 0          | 0     | 0     | 0              | 0              | 1      | 0      |
| 2019/20 | → Arsenal Toela  | Premjer-Liga | 24         | 2          | 2     | 0     | —              | —              | 26     | 2      |
| 2020/21 | → FK Chimki      | Premjer-Liga | 8          | 2          | 0     | 0     | —              | —              | 8      | 2      |
| 2020/21 | → Arsenal Toela  | Premjer-Liga | 18         | 2          | 3     | 0     | —              | —              | 21     | 2      |
| 2021/22 | Spartak Moskou   | Premjer-Liga | 14         | 0          | 0     | 0     | 7              | 0              | 21     | 0      |
| 2021/22 | Roebin Kazan     | Premjer-Liga | 11         | 1          | 2     | 0     | —              | —              | 13     | 1      |
| 2022/23 | → FK Chimki      | Premjer-Liga | 15         | 1          | 4     | 0     | —              | —              | 19     | 1      |
| 2022/23 | Roebin Kazan     | FNL          | 8          | 0          | 0     | 0     | —              | —              | 8      | 0      |
| 2023/24 | Roebin Kazan     | Premjer-Liga | 9          | 0          | 3     | 0     | —              | —              | 12     | 0      |
| 2024/25 | 0                | Premjer-Liga | 0          | 3          | 0     | —     | —              | 3              | 0      |        |
| 2024/25 | → Fakel Voronezj | Premjer-Liga | 9          | 0          | 0     | 0     | —              | —              | 9      | 0      |
| Totaal  | Totaal           | Totaal       | 134        | 8          | 19    | 0     | 12             | 0              | 165    | 8      |

Bijgewerkt op 20 juli 2025.